# Plugari
Plugari is een Roemeense gemeente in het district Iași.
Plugari telt 3568 inwoners.